# Bazyli Białokozowicz
Bazyli Białokozowicz (ur. 2 stycznia 1932 w Widowie, zm. 21 lutego 2010 w Warszawie) – polski slawista, badacz literatury i kultury rosyjskiej, białoruskiej i ukraińskiej, komparatysta. W 1972 roku uzyskał habilitację z nauk humanistycznych, od 1986 był profesorem. W 1981 roku otrzymał doktorat honoris causa od Uniwersytetu w Leningradzie, a w 1955 – od Uniwersytetu w Niżnym Nowgorodzie. Jest autorem ponad 1000 publikacji naukowych. Opracował biografię Mikołaja Jańczuka.

## Odznaczenia i nagrody
- Krzyż Oficerski Orderu Odrodzenia Polski
- Krzyż Kawalerski Orderu Odrodzenia Polski
- Medal Komisji Edukacji Narodowej
- Odznaka „Zasłużony Działacz Kultury”
- Order „Znak Honoru” (ZSRR)[3]
- Medal pamiątkowy z okazji 200-lecia Komisji Edukacji Narodowej (1974)[4]
- Nagroda „Trybuny Ludu” (1984)[5]